# San Marcos, Oxchuc
San Marcos är en ort i Mexiko.   Den ligger i kommunen Oxchuc och delstaten Chiapas, i den sydöstra delen av landet, 800 km öster om huvudstaden Mexico City. San Marcos ligger 1 573 meter över havet och antalet invånare är 137.
Terrängen runt San Marcos är lite bergig. Runt San Marcos är det ganska tätbefolkat, med 75 invånare per kvadratkilometer. Närmaste större samhälle är Chanal, 18,7 km söder om San Marcos. I omgivningarna runt San Marcos växer i huvudsak städsegrön lövskog.